# Thủy điện Huội Quảng
Thủy điện Huổi Quảng hay Thủy điện Huội Quảng là thủy điện xây dựng trên dòng Nậm Mu tại xã Khoen On huyện Than Uyên tỉnh Lai Châu, và xã Chiềng Lao huyện Mường La tỉnh Sơn La, Việt Nam.
Thủy điện Huổi Quảng có công suất lắp máy 520 MW, sản lượng điện hàng năm 1.904 triệu KWh, khởi công tháng 1/2006 , hoàn thành tháng 5/2016. Công trình là một trong những nhà máy thủy điện có công suất phát điện lớn, thuộc quy hoạch, hệ thống bậc thang thủy điện trên sông Đà .

## Thông số kĩ thuật chính
Mực nước dâng bình thường 370 m.
Mực nước dừng chạy máy 366m.

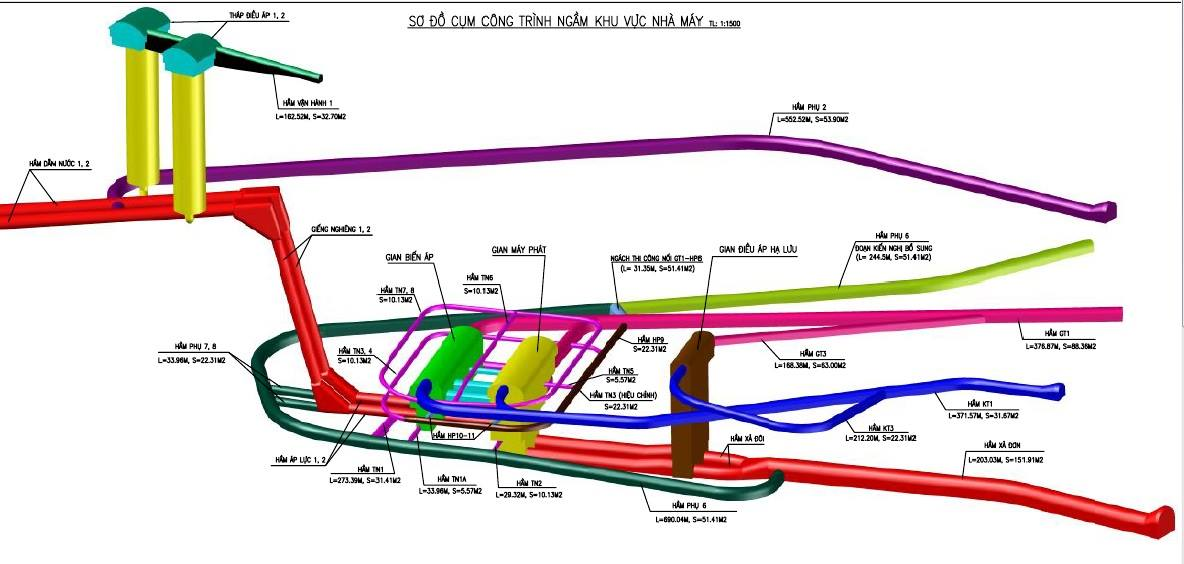
Thủy điện Huổi Quảng

Cao độ phát điện cột nước là 151m theo chiều thẳng đứng.
Mực nước hạ lưu 215m.
Hồ chứa nước có diện tích lưu vực 2.824 km2.
Lưu lượng trung bình năm 158,1 m3/s
Diện tích mặt thoáng hồ 870ha.
Hầm dẫn nước là hệ thống kép, 02 hầm chạy song song, đường kính 7,5m, chiều dài đường hầm nhận nước từ đập đến nhà máy phát điện là 4,2 km.
02 Tháp điều áp đường kính trong rộng 18m, cao 105m.
02 Giếng nghiêng đường kính d-6m cao 130m.
Hầm xả đường kính D=8,3m
Giếng điều áp hạ lưu rộng 12,5m, dài 37m, cao 77,27m
Dung tích ở mực nước dâng bình thường là 184,2 triệu m³ .
Hồ chứa nước có diện tích lưu vực 2.824 km².

## Nậm Mu
Trên dòng Nậm Mu phía thượng nguồn chừng 27 km là Thủy điện Bản Chát 220 MW cấp nguồn nước qua hệ thống vận hành liên hồ, cấp nước liên tục cho hồ thủy điện Huội Quảng qua máy thủy điện Bản Chát, là tiền đề chính để hồ thủy điện Huổi Quảng không thiếu nước phát điện. 21°51′43″B 103°49′36″Đ / 21,862027°B 103,826635°Đ.

## Tên gọi
Khi các thủy điện trên dòng Nậm Mu ở Sơn La được quy hoạch thì tên gọi "Thủy điện Nậm Mu" đã được đặt cho một thủy điện nhỏ có công suất 12 MW đã xây dựng năm 2003 ở xã Tân Thành, Bắc Quang, tỉnh Hà Giang . Vì thế các thủy điện Nậm Mu Sơn La chuyển sang dùng các tên theo địa danh đặt nhà máy, như Thủy điện Bản Chát, Huổi Quảng,...
Mặt khác khi thiết kế thì đập của thủy điện này được xây dựng ở nơi dòng suối nhỏ Huổi Quảng đổ vào bờ trái Nậm Mu ở bản Tàng Khê. Lúc đặt tên cho dự án khảo sát thủy điện thì được ghi là Huội Quảng . Tuy nhiên một số văn liệu, ví dụ báo Nhân Dân khi viết về công tác tái định cư đã dùng tên thủy điện Huổi Quảng, là tên gọi phù hợp với tên vốn có trong tiếng Thái .